# Sanborn (New York)
Sanborn est une census-designated place du comté de Niagara, dans l'État de New York, aux États-Unis,. En 2020, elle compte une population de 1 553 habitants.